# Pristotis obtusirostris
 Pristotis obtusirostris és una espècie de peix de la família dels pomacèntrids i de l'ordre dels perciformes.

## Morfologia
Els mascles poden assolir els 14 cm de longitud total.

## Distribució geogràfica
Es troba des del Mar Roig i el Golf Pèrsic fins a les Illes Ryukyu, Taiwan, Indonèsia, Nova Guinea i el nord d'Austràlia.